# Cláusula de Livre Exercício
A Cláusula de Livre Exercício acompanha a Cláusula de Estabelecimento da Primeira Emenda à Constituição dos Estados Unidos. A Cláusula de Estabelecimento e a Cláusula de Livre Exercício juntas dizem:
| “ | O Congresso não fará nenhuma lei a respeito do estabelecimento de uma religião, ou proibindo o livre exercício dela... | ” |

O exercício livre é a liberdade das pessoas de alcançar, manter, praticar e mudar crenças livremente de acordo com os ditames da consciência. A Cláusula de Livre Exercício proíbe a interferência do governo na crença religiosa e, dentro dos limites, na prática religiosa. A aceitação de qualquer credo ou a prática de qualquer forma de culto não pode ser compelida por leis, porque, conforme declarado pela Suprema Corte em Braunfeld v. Brown, a liberdade de manter crenças e opiniões religiosas é absoluta. A legislação federal ou estadual não pode, portanto, tornar crime manter qualquer crença ou opinião religiosa devido à Cláusula de Livre Exercício. A legislação dos Estados Unidos ou de qualquer estado constituinte dos Estados Unidos que obrigue qualquer pessoa a abraçar qualquer crença religiosa ou a dizer ou acreditar em qualquer coisa em conflito com seus princípios religiosos também é proibida pela Cláusula de Livre Exercício.